# Volkswagen SP

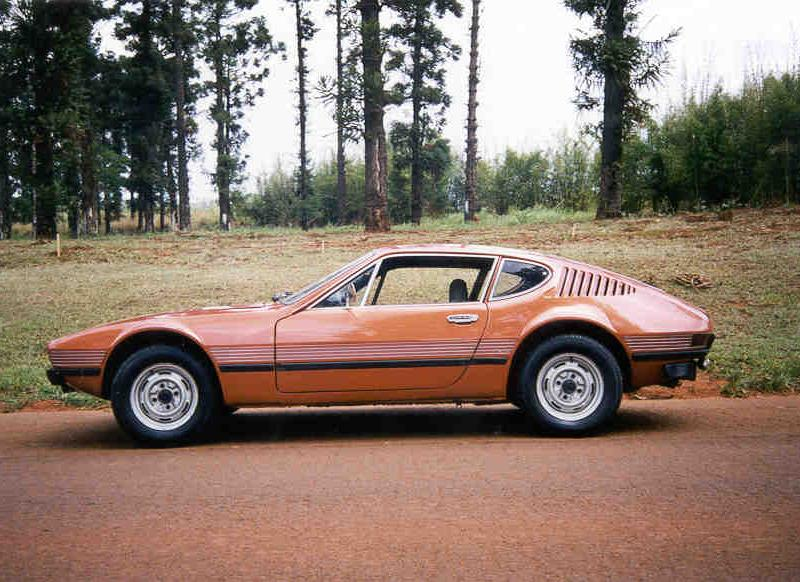
Volkswagen SP2

Volkswagen SP – samochody typu coupé produkowane głównie na rynek brazylijski przez firmę Volkswagen do Brasil w latach 70. XX wieku. Nazwa SP może oznaczać São Paulo, gdzie samochód ten był produkowany, lub "Special Project".
Ze względu na niską moc silnika skrót pojazdu rozwijano jako „Sem Potencia” (port. brak mocy).

## SP1/SP2
Volkswagen SP2 to samochód marki Volkswagen produkowany w latach 1972–1976 głównie na rynek brazylijski.
W 1969 roku rozpoczęto w Brazylii prace nad stworzeniem sportowego samochodu do produkcji na rodzimy rynek. Projektem kierował M. Schiemann. Prototyp nazwany "projekt-X" został po raz pierwszy pokazany na niemieckich targach przemysłowych w 1971 roku. Rok później pierwszy egzemplarz SP2 wyjechał na ulice.
Volkswagen SP został zbudowany na bazie Volkswagena 411/412. Powstały dwie wersje silnikowe: SP1 z silnikiem o pojemności 1.6 dm³ oraz 1.7 dm³. Ten drugi osiągał moc maksymalną 75 KM. Samochód ten stał się obiektem znacznego zainteresowania z racji konstrukcji, wnętrza, wysokiej jakości wykończenia. Jego największą wadą jednak były zbyt słabe silniki; wersja SP1 szybko przestała być wytwarzana.
Wyprodukowano łącznie 10 205 egzemplarzy tego modelu, z czego do Europy wyeksportowano ich 670. 

## SP3

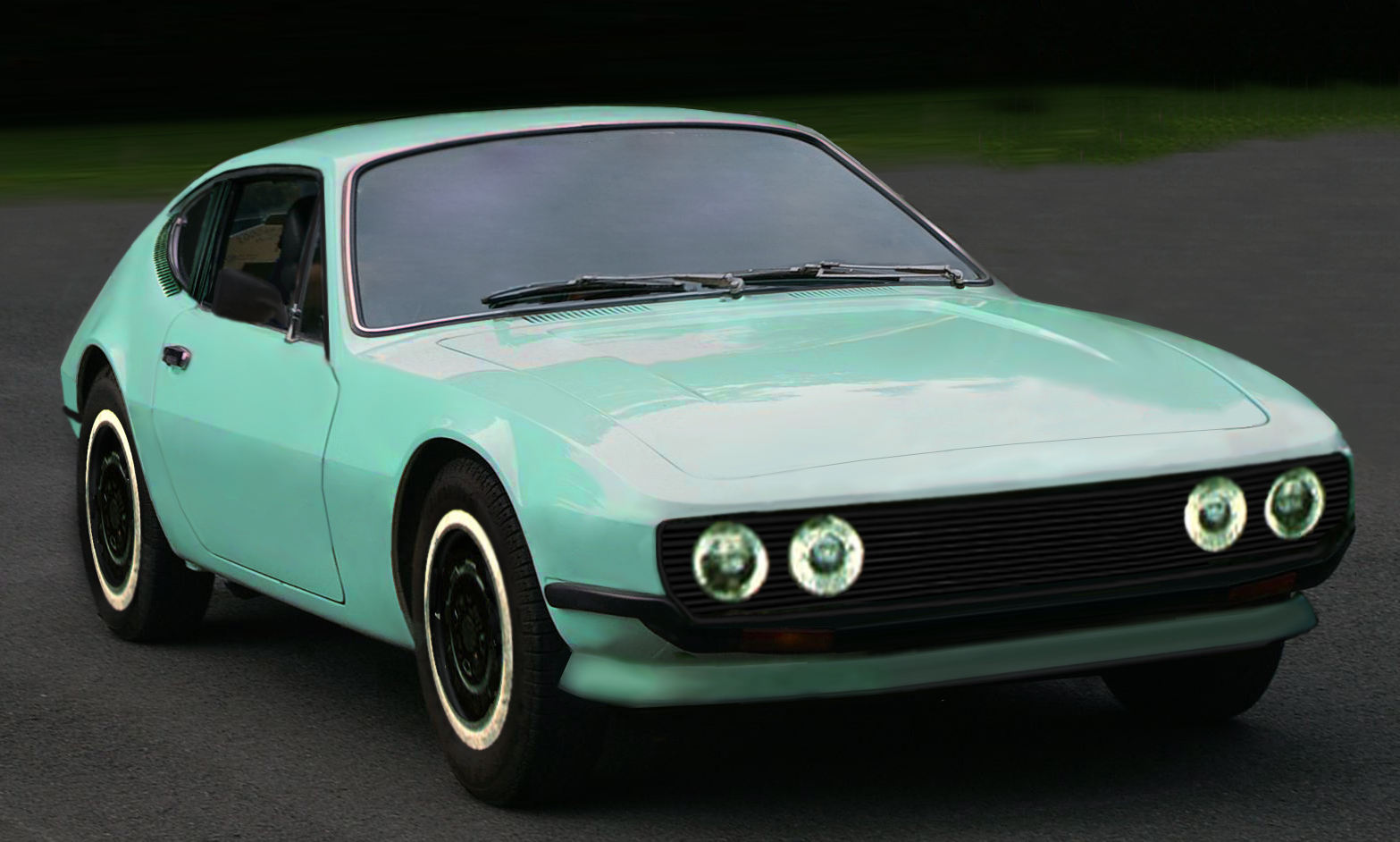
Prezentacja modelu VW/Dacon SP3.Zdjęcie z artykułu w magazynie ,,Revista Quatro Rodas"

W związku z niewielkim powodzeniem Volkswagena SP2 z racji jego zbyt słabych osiągów, postanowiono stworzyć model SP3. Posiadać on miał chłodzony cieczą silnik pochodzący z VW Passata o pojemności 1.8 dm³. Wnętrze zaprojektowała firma Porsche.
Skrzynia biegów, zawieszenie i hamulce pochodziły z modelu SP2, jednak były przystosowane do wyższej mocy silnika. Prototyp osiągał prędkość 180 km/h. Niestety, mimo początkowego zainteresowania, uznano produkcję SP3 za nieopłacalną, wobec czego projekt zarzucono.

## Dane techniczne
Volkswagen SP2
- Liczba cylindrów: 4
- Pojemność: 1678 cm³
- Średnica cylindra x skok tłoka: 88 x 69 mm
- Moc maksymalna: 75 KM przy 5000 obr./min
- Hamulce (przód/tył): tarczowe/bębnowe
- Rozmiar kół: 51/2 x 14
- Rozmiar opon: 185 SR 14
- Prędkość maksymalna: 161 km/h
- Pojemność zbiornika paliwa: 40 dm³
- Zużycie paliwa: 12,5 l/100 km
- Zużycie oleju: 1 l/1000 km